# Vicinalni (hemija)
U hemiji vicinalni (lat. vicinus = sused) označava dve funkcionalne grupe vezane za dva susedna atoma ugljenika. Na primer molekul 2,3-dibromobutan ima dva vicinalna atoma broma, a 1,3-dibromobutan nema.
Slično tome u gem-dibromidu prefiks gem, skraćeno od geminalni, označava da su dva atoma broma vezana za isti atom. Na primer, 1,1-dibromobutan je geminalan.

## Literatura
1. ↑  Clayden, Jonathan; Greeves, Nick; Warren, Stuart; Wothers, Peter (2001). Organic Chemistry (I изд.). Oxford University Press. ISBN 978-0-19-850346-0.
2. ↑  Smith, Michael B.; March, Jerry (2007). Advanced Organic Chemistry: Reactions, Mechanisms, and Structure (6th изд.). New York: Wiley-Interscience. ISBN 0-471-72091-7.